# الکورتا
الکورتا (به اسپانیایی: Alcorta) یک سکونتگاه مسکونی در آرژانتین است که در Constitución Department واقع شده‌است.

## خصوصیات
الکورتا ۷٬۴۵۰ نفر جمعیت دارد.